# Данилов, Николай Николаевич (зоолог)
Никола́й Никола́евич Дани́лов (1920—1987) — советский учёный-зоолог, доктор биологических наук, профессор; заведующий лабораторией энергетики биогеоценотических процессов Института экологии растений и животных Уральского научного центра АН СССР; участник Великой Отечественной войны.
Им опубликовано более 150 научных работ, в том числе пять монографий. Подготовил к печати последнюю монографию академика С. С. Шварца «Экологические закономерности эволюции» (по черновикам его рукописи).

## Биография
Родился 23 июля 1920 года в городе Оса Пермской губернии.
С 1922 года вместе с родителями жил в городе Рыбинске Ярославской области. Окончив в 1938 году Рыбинскую среднюю школу № 3, поступил на биологический факультет Ленинградского государственного университета. В 1941 году, после третьего года обучения в университете, пошёл добровольцем в армию и был зачислен в отряд № 6 Василеостровского добровольческого партизанского полка, действовавшего в тылу врага на территории Ленинградской области. Впоследствии Николай Данилов был автомехаником и шофером, став после освобождения Прибалтики водителем в Шауляйском военкомате.
Демобилизовавшись из армии в 1945 году, восстановился в университете, который с отличием окончил в 1947 году. Первоначально работал научным сотрудником экспедиции Института экспериментальной медицины, изучавшей очаги энцефалита в Ленинградской области.
Вскоре был направлен в Свердловск в Уральский государственный университет на преподавательскую работу. Работал на кафедре зоологии, вёл курсы орнитологии, зоогеографии, методики полевых зоологических исследований, проводил полевую практику по зоологии, занимался научно-исследовательской работой.
В 1955 году защитил кандидатскую диссертацию на тему «Птицы Среднего Урала и Зауралья» и в 1961 году был утвержден в ученом звании доцента. В 1967 году защитил докторскую диссертацию «Пути приспособления птиц к условиям существования в Субарктике» и в 1969 году стал профессором. Продолжал преподавательскую работу до 1985 года.
Кроме научной, занимался общественной деятельностью. Сотрудничал с биологическими кружками Дворца пионеров и Станции юных натуралистов города Свердловска; совместно с академиком С. С. Шварцем организовал экологическую подготовку руководителей предприятий и организаций Свердловской области, выступал с лекциями об охране природы. Кроме этого, состоял членом Московского общества испытателей природы, Общества по распространению политических и научных знаний РСФСР, Всесоюзного общества «Знание» и Всесоюзного орнитологического общества. Был членом бюро экологической комиссии Проблемного совета по охране животного мира АН СССР, Научного совета по проблемам биогеоценологии и охраны природы АН СССР, Уральской комиссии по охране природы УНЦ АН СССР, членом редколлегии журнала «Экология».
Умер 18 апреля 1987 года в Свердловске. Похоронен на Широкореченском кладбище города. Рядом с ним похоронена сестра — Данилова Валентина Николаевна (1922—1993).
Был награждён орденами Отечественной войны 2-й степени (01.08.1986) и «Знак Почета», а также медалями, в числе которых «За доблестный труд в Великой Отечественной войне 1941—1945 гг.» и «За трудовое отличие», а также серебряная и бронзовая медали ВДНХ СССР (1979, 1981 — за разработку методов охраны природы и рационального использования природных ресурсов Севера).